# Ranunculus extensus
Ranunculus extensus (Hook. f.) Schilbe. ex Engl. – gatunek rośliny z rodziny jaskrowatych (Ranunculaceae Juss.). Występuje endemicznie w Kamerunie. 

## Morfologia
PokrójBylina pnąca.
LiścieZłożone z klapek o kształcie od owalnego do lancetowatego. Brzegi są nieregularnie ząbkowane i klapowane.
KwiatyPojedyncze na szczytach pędów. Mają zielone, nietrwałe działki kielicha. Płatki są żółte i mają długość 7 mm. Słupków jest od 7 do 15.
OwoceNagie niełupki o długości 1–2 mm. Tworzą owoc zbiorowy – wieloniełupkę o jajowatym lub kulistym kształcie o długości 3–7 mm.

## Biologia i ekologia
Rośnie na obszarze górskim na wilgotnych łąkach.